# Apollinaris Jakob von Slugocki
Apollinaris Jakob von Slugocki (* 10. August 1782 in Zeyne in Polen; † 16. November 1860 in Köln) war ein preußischer Generalmajor.

## Leben

### Herkunft
Seine Eltern waren der Gutsbesitzer Jakob von Slugocki und dessen Ehefrau Maria Katharina, geborene von Baluszewska.

### Werdegang
Slugocki kam 1793 in das polnische Kloster Miroslaw. Anschließend ging er am 1. Mai 1800 in preußische Dienste, wo er als Gemeiner im Husarenregiment „von Günther“ diente. Von 1800 bis 1803 besuchte er die Schule des Regiments, die der Regimentschef General von Günther eingerichtet hatte. Dort erlernte er auch die deutsche Sprache. Im Jahr 1802 wurde er Unteroffizier, am 7. Januar 1804 Kornett und am 4. Juni 1806 Sekondeleutnant. Im Vierten Koalitionskrieg kämpfte er in den Gefechten bei Thorn, Soldau, Braunsberg, Mohrungen, Königsberg und Tilsit.
Nach dem Frieden von Tilsit kam er am 8. November 1807 in das Regiment der Ulanen und von dort am 1. November 1808 in das Schlesische Ulanen-Regiment. Während der Befreiungskriege kämpfte er im Gefecht bei Borna und erwarb bei Haynau das Eiserne Kreuz II. Klasse. Ferner kämpfte er bei Pfaffendorf und Ebersdorf sowie in den Schlachten bei Großgörschen, Bautzen, Dresden, Leipzig, Namur und Ligny. Für Leipzig erhielt er das Eiserne Kreuz I. Klasse und für den Feldzug am 17. März 1815 auch den Orden des Heiligen Wladimir IV. Klasse mit Schleife; ferner wurde er am 8. April 1814 zum Premierleutnant befördert.
Am 29. März 1815 kam er zum 5. Ulanen-Regiment und wurde bereits am 24. August 1815 Rittmeister und Eskadronführer im 1. Posenschen Landwehr-Kavallerie-Regiment. Am 24. November 1816 wurde er in das II. Bataillon versetzt und am 16. September 1822 zum Major und Kommandeur des III. Bataillons im 5. Landwehr-Regiments in Preußisch Stargard ernannt. Von dort kam er am 28. Dezember 1830 als Führer in das 10. Landwehr-Kavallerie-Regiment. Am 30. März 1835 beauftragte man ihn zunächst mit der Führung des 4. Dragoner-Regiments und ernannte ihn am 30. März 1836 zum Kommandeur. Am 30. März 1837 erfolgte seine Beförderung zum Oberstleutnant mit Patent vom 19. April 1837. Im Jahr 1839 erhielt er zunächst am 18. Januar den Roten Adlerorden III. Klasse mit Schleife und am 30. März 1839 die Beförderung zum Oberst. Am 29. März 1842 bekam er seinen Abschied mit dem Charakter als Generalmajor und einer jährlichen Pension von 1750 Talern. Am 3. August 1858 wurde er Senior des Eisernen Kreuzes II. Klasse, was ihm einen Ehrensold von 50 Talern eintrug. Er starb am 16. November 1860 in Köln und wurde auf dem Melaten-Friedhof beigesetzt.

### Familie
Slugocki heiratete am 23. Mai 1820 in Krotoschin Angelika von Borck, die Tochter des Landrats von Krotoschin Heinrich von Borck (1767–1827). Generalmajor Alexander von Borck (1802–1880) war sein Schwager. Das Paar hatte drei Kinder, darunter:
- Malwine Sylvia Angela (* 4. November 1824)